# 賜田
賜田（しでん）は、日本の律令制において、勅（天皇の命令）によって個人へ支給された田地をいう。
現存する養老令の田令第12条（賜田条）では、「特別の勅命によって個人へ賜与する田地を賜田という」と定めている。この賜田条の規定により、天皇が自分の意思に基づいて、ある者へ田地を支給する道が開かれた。賜田の支給という行為を通じて、天皇は特定の人物へ影響を及ぼすことも可能だったのである。賜田が支給されていたのは、主に有力貴族層だったと考えられている。
なお、賜田は、田租の賦課対象の輸租田（ゆそでん）とされていた。また、賜田を支給された者が官位を解免されたときは、位田や職分田だけでなく賜田も収公される規定となっていた。
奈良時代には、おそらく既に耕地化された田地が支給されていたが、平安時代に入ると荒廃地・空閑地が賜与される事例が増えていく。荒廃地・空閑地が支給されたのは、墾田を促す意味も含まれていた。また、本人一代限り（相続は認めない）として賜与された一身田も、賜田の範疇に含まれる。三重県津市に現存する一身田の地名は、賜田としての一身田の痕跡と考えられている。